# بخش ایوردون

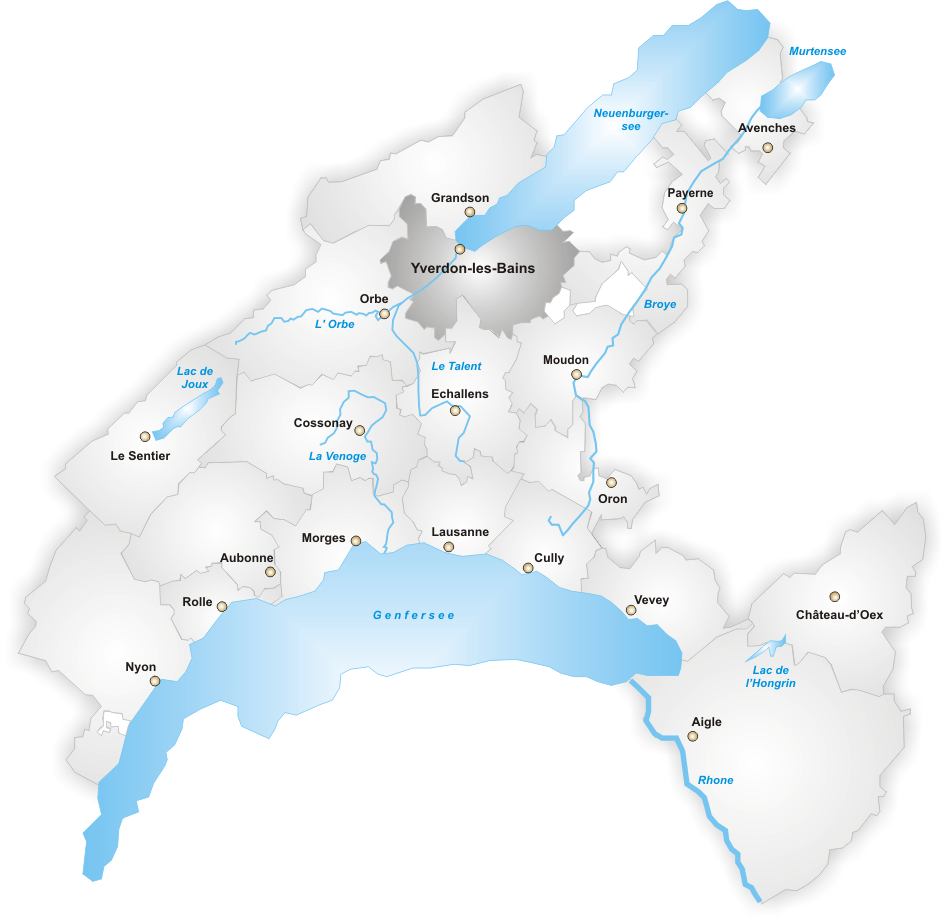
نقشهٔ بخش ایوردون یکی از بخش‌های ایالت وو در سوئیس - ۲۰۰۵

بخش ایوردون یکی از بخشهای ایالت وو در کشور سوئیس است.